# 孔布拉耶地区蒙泰居
孔布拉耶地区蒙泰居（法語：Montaigut-en-Combraille，法語發音：[mɔ̃tɛɡy ɑ̃ kɔ̃bʁaj]；2023年之前名为蒙泰居 (Montaigut)）是法国多姆山省的一个市镇，位于该省西北部，属于里永区。

## 地理
孔布拉耶地区蒙泰居（46°10'46"N, 2°48'31"E）面积8.18 平方千米，位于法国奥弗涅-罗讷-阿尔卑斯大区多姆山省，该省份为法国中南部省份，北起阿列省接壤，东临卢瓦尔省，南至上盧瓦爾省和康塔爾省，西接科雷兹省和克勒兹省。
与孔布拉耶地区蒙泰居接壤的市镇（或旧市镇、城区）包括：拉塞勒、阿尔莱法韦特、比克西耶尔-苏蒙泰居、拉克鲁济耶、圣埃卢瓦莱米讷、伊乌。
孔布拉耶地区蒙泰居的时区为UTC+01:00、UTC+02:00（夏令时）。

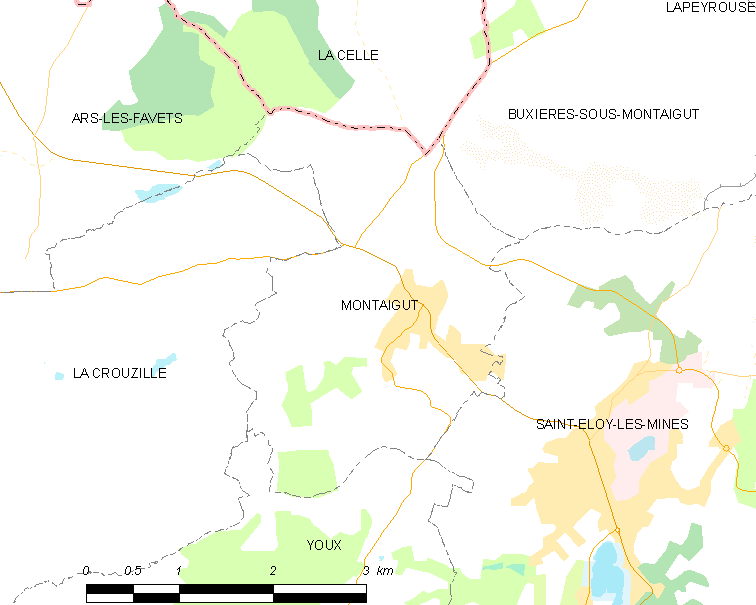
孔布拉耶地区蒙泰居的OSM定位图

## 行政
孔布拉耶地区蒙泰居的邮政编码为63700，INSEE市镇编码为63233。

## 政治
孔布拉耶地区蒙泰居所属的省级选区为圣埃卢瓦莱米讷县。

## 人口

1962-2008年间孔布拉耶地区蒙泰居人口变化图示

孔布拉耶地区蒙泰居于2022年1月1日时的人口数量为977人。